# Amulett

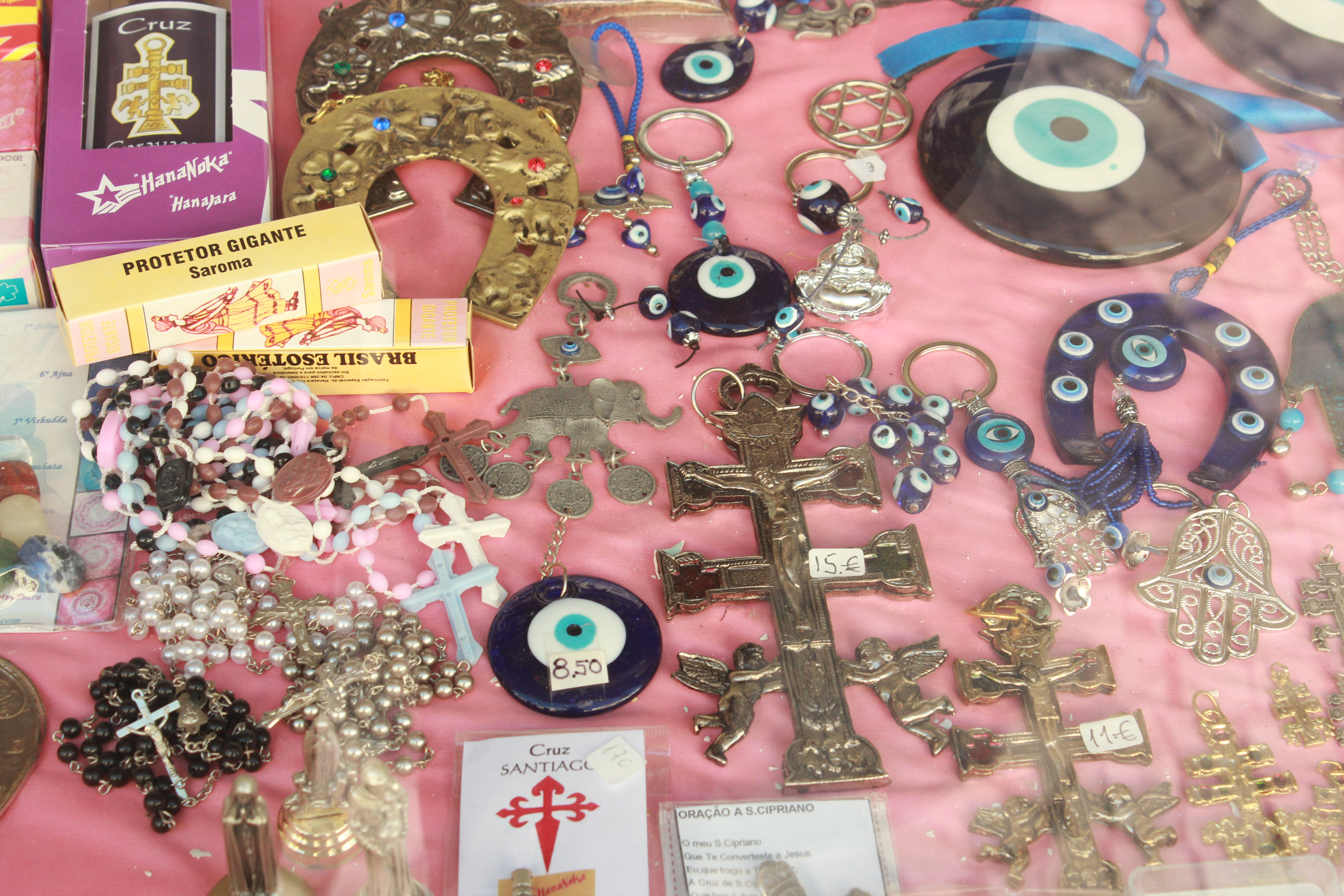
Diverse Talismane in der Schaufensterauslage eines Fachgeschäfts in Porto.

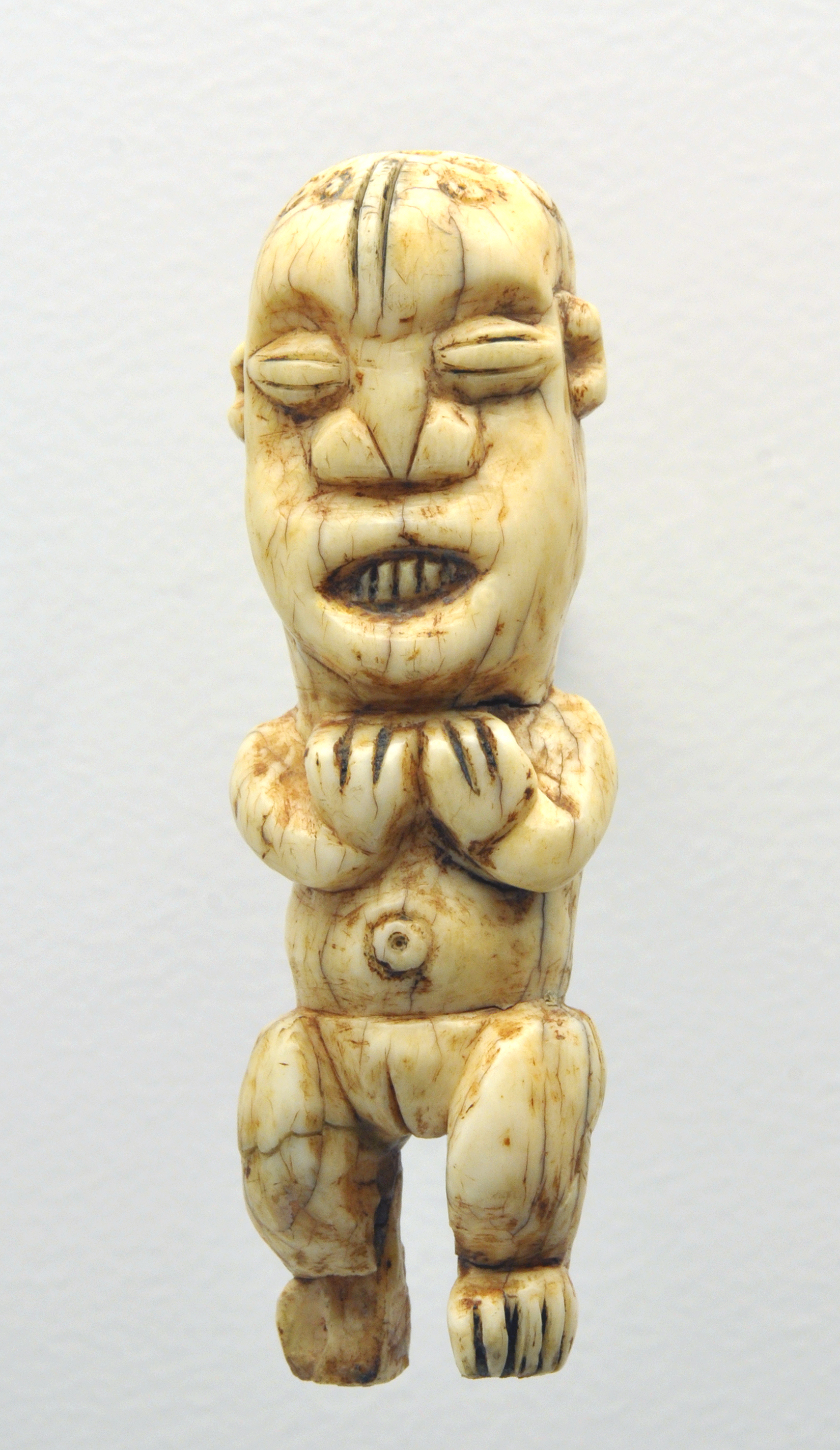
Diese Frauenfigur aus Elfenbein ist ein Amulett mu po aus dem Kameruner Grasland, Bamunkung. Es sollte den Träger vor Hexerei schützen, die als Ursache von Krankheiten, Unglück und Tod angesehen wurde. Bei Maskentänzen trug der Tänzer das Amulett am Körper.

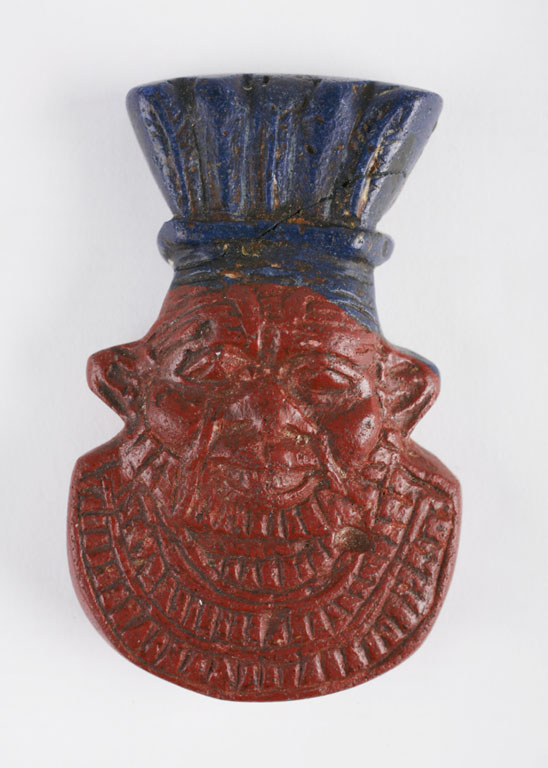
Ein altes ägyptisches Amulett des Zwerggottes Bes aus der Dauerausstellung des Kindermuseums von Indianapolis.

Ein Amulett ist ein als „Anhängsel“ tragbarer Gegenstand, dem magische Kräfte zugeschrieben werden, mit denen er Glück bringen (energetische, sakramentale Wirkung) und vor Schaden schützen (apotropäische Wirkung etwa als „Artzney so man ann Hals henckt“) soll. In seiner glückbringenden Eigenschaft und meist größerer Ausführung wird es auch als Talisman bezeichnet. Das Amulett hat mit seiner magischen Wirkung Parallelen zur Votivgabe. Während die Votivgabe typischerweise an einem geeignet erscheinenden Ort hinterlegt wird, dient das Amulett dazu, am Körper oder in einer Tasche mitgeführt zu werden. Abgesehen von seinem zugedachten magischen Aspekt (Tragzauber) kann das Amulett auch sichtbar als Schmuckstück oder als Zeichen der Zugehörigkeit zu einer meist religiösen Gemeinschaft getragen werden.

## Etymologie
Die genaue Etymologie des Wortes ist ungeklärt. Der lateinische Begriff amuletum, von dem das deutsche Wort ab Anfang des 18. Jahrhunderts entlehnt ist, findet sich mehrfach in der Naturalis historia Plinius’ des Älteren (1. Jahrhundert n. Chr.) und wird von verschiedenen Autoren als Abwehrmittel gegen Unheil auf amoliri ‚abwenden, entfernen‘ zurückgeführt. Von anderen Wissenschaftlern wurde eine Herkunft aus der arabischen Wurzel ḥ-m-l (حمل ḥamala ‚tragen‘) vermutet, gegen die Johann Gildemeister in der Zeitschrift der Deutschen Morgenländischen Gesellschaft argumentierte. Möglicherweise besteht als (gesundheitsfördernde bzw. schadenabwendende) ‚Speise aus Stärkemehl‘ eine Verwandtschaft mit griechisch-lateinisch amylum bzw. amulum (Stärkemehl) und diese wurde dann volksetymologisch auf lateinisch amoliri („abwenden“) bezogen.

## Verwendung
Amulette werden am Körper (oft auch als Schmuck) oder in der Kleidung getragen, in Fahrzeugen oder der Behausung aufbewahrt oder dem Vieh umgehängt. Sie können aus einer Vielzahl von Materialien bestehen und durch sie soll der Träger passiv geschützt werden.
Schon in der Vorgeschichte hängten sich Menschen Überreste (Zähne und Krallen) ihrer erlegten Beute um. Sie sollten dem Träger die Kraft des Tieres geben.
Amulette fanden Anwendung in der Heilkunde, als Schutz von Schwangeren, gegen den Bösen Blick und – beispielsweise die Muskatnuss – als Liebeszauber und gegen eine Vielzahl von Krankheiten. Am Amulett wirkt die animistische Vorstellung, dass magische Kräfte auf den Menschen einwirken, denen er durch das Amulett entgegenwirken kann.
Amulette sind in allen Kulturen bekannt. Seit der Steinzeit nutzte man Muscheln oder Perlen und besondere Mineralien wie Bernstein, Horn- oder Beinmaterial (Amulett von Lindholmen), Fossilien und Bergkristalle. In keltischen Siedlungen wurden polierte, durchbohrte Schädelfragmente (Amulette?) bei Grabungen gefunden.
Bei den Arabern sind Amulette Ledertäschchen oder – so vor allem in der jemenitischen Schmiedekunst – aus Metall, meist Silber, gefertigte und mit Ornamenten kunstvoll verzierte Amulettbehälter mit eingenähtem oder eingelegtem Papier, auf das eine Koransure oder ein magisches Zeichen geschrieben ist. Sie verbreiten die islamische Segenskraft Baraka. Ein ähnlicher silberner Amulettbehälter beinhaltet die in das 3. Jahrhundert datierte in Alterer römischer Kursive mit einem apotropäischen Text in lateinischer Sprache christlichen Ursprungs beschriftete Silberfolie der Frankfurter Silberinschrift. Eine amulettartige positive Wirkung entfalten im Volksglauben Buntmetalle, besonders Kupfer und Messing.
Im Codex M III 3 der Salzburger Universitätsbibliothek, einer um 1460 entstandenen Sammelhandschrift, findet sich die Herstellung eines Amuletts, das (im Sinne einer Transplantatio morborum) eine Krankheit vom Menschen in den Haushund ableiten sollte.
Der Glaube an die medizinische Wirksamkeit von Amuletten erfuhr in Europa besonders von der Frühen Neuzeit bis ins 17. Jahrhundert eine Hochblüte und findet sich etwa bei Paracelsus, Marsilio Ficino, Cornelius Agrippa und Giordano Bruno.

## Kulturelle Varianten
Als Amulett gelten bei den:
- Alten Ägyptern: Skarabäus, Knoten, Horusauge
- Assyrern: Täfelchen mit Beschwörungsformeln
- Chinesen: Lochmünzen, Zauberformeln („fu“) in Geheimschrift
- Christen: Kreuze, Symbole auf den Kultgewändern, Reliquien, Pilgerzeichen, Pesttaler als talerförmige Amulettmedaillen

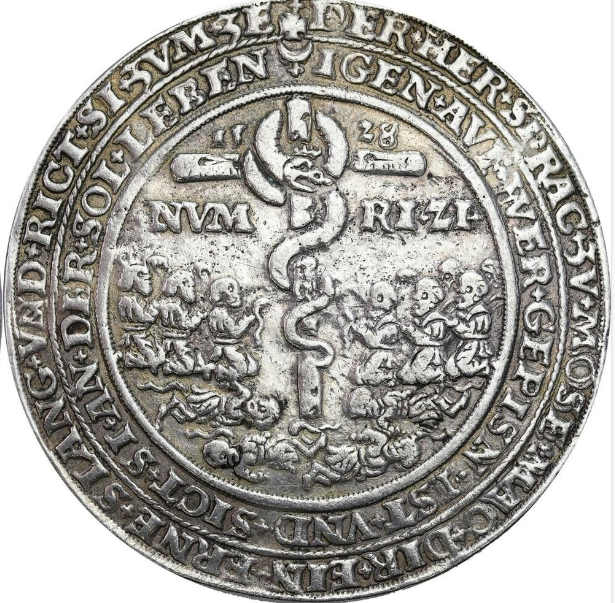
Pesttaler, eine talerförmige Amulettmedaille mit der ehernen Schlange von 1528, die gegen die Pest schützen soll.

- Alte Griechen: Abaskanton, Bätylien und Goldenes Vlies
- Germanisch-heidnische Religionen: Donarskeule, Thorshammer
- Indianern Nordamerikas: Medizinbeutel
- Persern: Glasköpfchen
- Maghrebstaaten bis Naher Osten: Hand der Fatima
- Mauretanien: Fünfermotiv auf Haushaltsgegenständen aus verziertem Leder, wie auf dem Kamelreitsattel Rahla und dem Kissen Surmije. Das „Schüsselamulett“ ist ein geometrisches Motiv auf der Holzschüssel Gdah
- Römer: verschiedene Symbole der Fruchtbarkeit und der sexuellen Potenz
- Tuareg: um den Hals hängende Ledertaschen oder silberne Amulettbehälter, silberner dreieckiger oder kreuzförmiger Halsschmuck bei Frauen
- Türken: Nazar, blaues Auge gegen den Bösen Blick
- USA, vorwiegend unter Afroamerikanern: Mojo

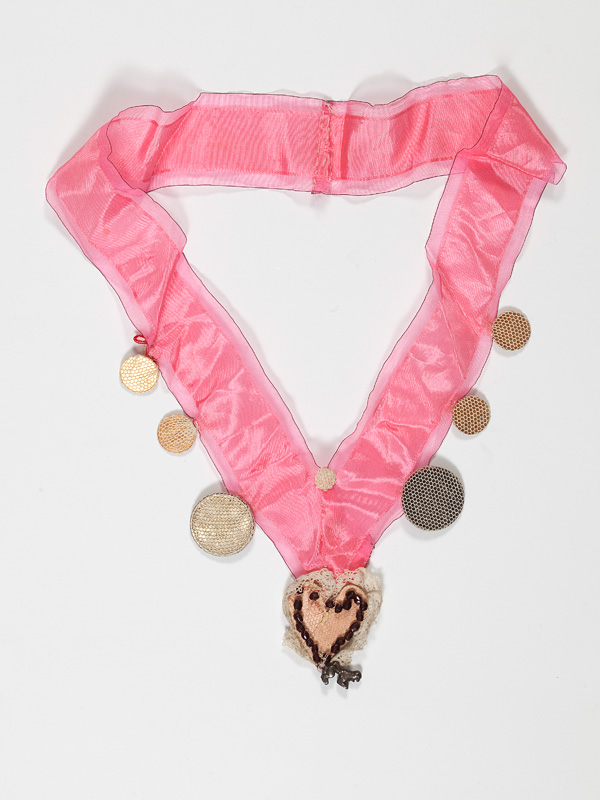
Rosafarbenes Halsgezeig mit einem herzförmigen Anhänger und aufgenähten Schweizer Münzen, die den bösen Blick ablenken sollten. 1944, Basel. In der Sammlung des Jüdischen Museums der Schweiz.

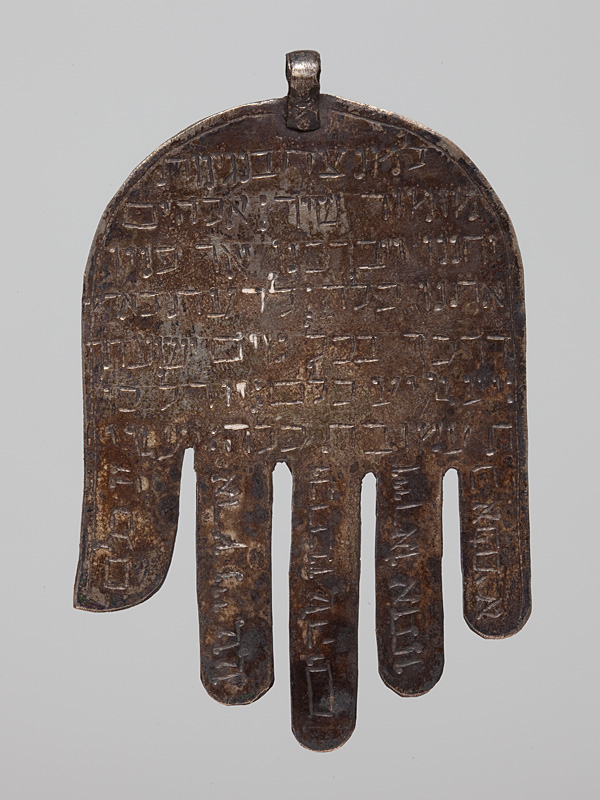
Jüdisches Amulett Hand der Miriam, entspricht der Hand der Fatima. Darin ist auf Hebräisch Psalm 67 als Segensbitte eingraviert.

## Verständnis im Judentum
Amulette sind in der jüdischen Tradition weit verbreitet, und Beispiele für Amulette aus der Zeit Salomos sind in vielen Museen zu finden. Da im Judentum Götzen und Götzenbilder verboten sind, stehen bei jüdischen Amuletten Text und Namen im Vordergrund. Beispiele für Amulette mit Text sind die Silberne Schriftrolle (ca. 630 v. Chr.) und die noch heute gebräuchlichen Mesusa und Tefillin. Ein Gegenbeispiel ist die Hand der Miriam, der Umriss einer menschlichen Hand. Ein weiteres nichttextliches Amulett ist das Siegel Salomos, auch bekannt als Hexagramm oder Davidstern. In einer Form besteht es aus zwei ineinander verschlungenen Dreiecken und wird häufig um den Hals getragen.
Ein weiteres gebräuchliches Amulett ist das Chai (Symbol)-(hebräisch: חַי „lebendig“ ḥay), das ebenfalls um den Hals getragen wird. Andere ähnliche Amulette, die noch in Gebrauch sind, bestehen aus einem der Namen des Gottes des Judentums, wie ה (He), יה (YaH) oder שדי (Schaddai), die auf ein Stück Pergament oder Metall, meist Silber, eingraviert sind.
Zu den regionalen Traditionen rund um die Geburt von Kindern gehörten häufig Amulette, die dazu dienten, den Teufel, den Bösen Blick oder Dämonen wie Lilith abzuwehren. Sogenannte Wunderrabbiner (Ba'al Shem) waren dafür zuständig, Amulette zu schreiben und die Namen Gottes und schützenden Engel anzurufen. Hebammen stellten ebenfalls Amulette her, die oft mit Kräutern gefüllt waren.
In Süddeutschland, im Elsass und in Teilen der Schweiz trugen die jüdischen Jungen für ihre Brit Mila Halsgezeige. Münzen oder Korallensteine an diesen Halsbändern sollten den Bösen Blick von den Jungen ablenken und so als Schutz dienen. Dieser Brauch hielt sich bis ins frühe 20. Jahrhundert.

## Verständnis im Christentum
Der Bagdader Mathematiker, Philosoph und Arzt Qusta ibn Luqa (Qusṭā ibn Lūqā al-Baʿlabakkī) war melchitischer Christ griechischer Abstammung und machte bereits in seiner um 900 entstandenen Schrift über den Wert von Amuletten Glauben und menschliche Einbildungskraft für deren Wirkung verantwortlich. Okkulte oder astrale Eigenschaften verneinte er.
In Europa wandte sich die christliche Kirche im Mittelalter ebenfalls gegen den Aberglauben, zu dem auch Amulette gerechnet wurden. Das hinderte den Volksglauben allerdings nicht daran, an Amuletten mit christlichem Bezug festzuhalten.
Auch hohe Kirchenmänner besitzen Glücksbringer. So sind etwa im Schatzinventar des Heiligen Stuhls von 1295 15 Natternzungenbäume verzeichnet. Als am 9. Februar 1749 der Fürstbischof Anselm Franz von Würzburg, zeitlebens ein Streiter gegen Aberglauben und Hexenwahn, nach einem Schlaganfall starb, fand man auf seiner Brust ein Amulett aus Messingblech, auf dem ein Pentagramm und einige Zauberformeln eingraviert waren.

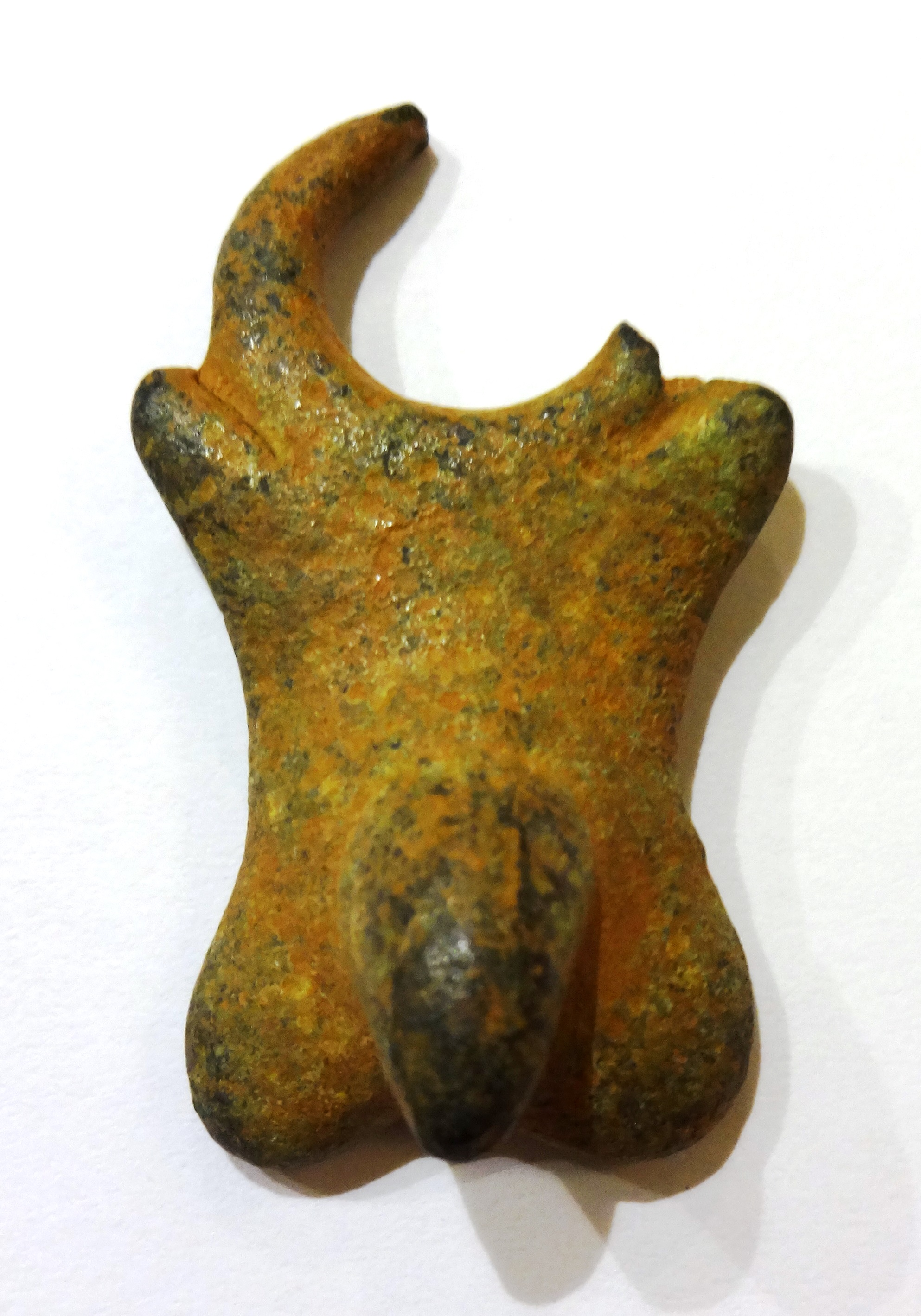
Römisches Amulett mit männlichen Genitalien, 1. bis 4. Jh. n. Chr., ca. 4,5 × 2,7 cm